# جون ميخائيل مونتجومري
جون ميخائيل مونتجومري (بالإنجليزية: John Michael Montgomery)‏ هو مغن مؤلف وموسيقي ومغني أمريكي، ولد في 20 يناير 1965 في دانفيل في الولايات المتحدة.

## وصلات خارجية
- الموقع الرسمي
- جون ميخائيل مونتجومري على موقع IMDb (الإنجليزية)
- جون ميخائيل مونتجومري على موقع ميوزك برينز (الإنجليزية)
- جون ميخائيل مونتجومري على موقع أول ميوزيك (الإنجليزية)
- جون ميخائيل مونتجومري على موقع ديسكوغز (الإنجليزية)